# Kurt Kloetzel
Kurt Kloetzel (Hamburgo, 22 de março de 1923 - Pelotas, 5 de agosto de 2007) foi um médico e professor brasileiro. Formado em Engenharia pelo Mackenzie, Kurt cursou depois Medicina na Faculdade de Medicina da Universidade de São Paulo (FMUSP), graduando-se em 1955. Dedicando-se ao estudo das doenças infecciosas e parasitárias, passou um ano com a esposa Judith Kardos Klotzel e filhos em Gameleira, no interior de Pernambuco, logo após graduar-se. 
Exerceu a função de consultor da Organização Mundial da Saúde, na Nigéria, na década de 1960, mas nunca viveu lá.
Mudou-se com a família para Chicago em 1963 e voltou ao Brasil em 1964. Em virtude do Golpe Militar e cassação de vários cientistas colegas seus, pediu demissão da Universidade de São Paulo e resolveu retornar aos EUA em 1965, mas acabou não permanecendo. Mudou-se, então, para Mogi das Cruzes, onde foi professor, em seguida para a Faculdade de Medicina de Londrina, jamais sendo aceito novamente na USP. Fixou-se na Universidade Federal de Pelotas, onde fundou, em 1978, o Departamento de Medicina Social e Comunitária.
Publicou diversos livros, como "As Bases da Medicina Preventiva" (1973), "Higiene Física e Ambiente" (1975), "Raciocínio Clínico" (1977) e a série "Primeiros Passos", da Editora Brasiliense. Kurt explora, em "Raciocínio Clínico", aspectos importantes para a formação do médico generalista e fundamentais ao raciocínio diagnóstico e terapêutico, como a existência do "achado casual", de fenômenos como a "remissão espontânea" e cunha o termo "demora permitida".
Foi um defensor do Sistema Único de Saúde (SUS) e entusiasta da Estratégia Saúde da Família.